# Chad Ho
Chad Ho, né le 21 juin 1990 à Johannesbourg est un nageur sud-africain spécialisé dans les épreuves en eau libre.

## Carrière
En 2008, il se qualifie pour les Jeux olympiques de Pékin, y prenant la neuvième place au 10 km en eau libre.
Lors des Championnats du monde 2009 à Rome, il a remporté la médaille de bronze dans le 5 km, ce qui fait de lui le premier sud-africain à obtenir un podium mondial en eau libre. Il remporte la médaille d'or dans la même discipline aux  Championnats du monde 2015 à Kazan.

## Palmarès

### Championnats du monde
- Championnats du monde 2015 à Kazan (Russie) :
  -  Médaille d'or du 5 km en eau libre
- Championnats du monde 2009 à Rome (Italie) :
  -  Médaille de bronze du 5 km en eau libre

### Championnats d'Afrique
- Championnats d'Afrique 2006 à Dakar (Sénégal) :
  -  Médaille d'or du 1 500 m nage libre
  -  Médaille d'argent du 5 km en eau libre
- Championnats d'Afrique 2008 à Johannesbourg (Afrique du Sud) :
  -  Médaille d'or du 5 km en eau libre
  -  Médaille d'argent du 1 500 m nage libre

### Autres
- Vainqueur de la Coupe du monde de marathon FINA en 2010